# Unni Lehn
Pour les articles homonymes, voir Lehn.
Unni Lehn, née le 7 juin 1977 à Melhus, est une footballeuse norvégienne, jouant au poste de milieu de terrain.

## Biographie
Elle est internationale norvégienne de 1996 à 2007 à 134 reprises pour 24 buts. Elle participe aux éditions 1999 (quatrième) et 2003 (quart de finaliste) de la Coupe du monde, aux Jeux olympiques d'été de 2000, remportés par les Norvégiennes, ainsi qu'au Championnat d'Europe 2001 (demi-finaliste) et au Championnat d'Europe 2005 (finaliste).